# XVII edició dels Premis Sur
La XVII edició dels Premis Sur, correspon als guardons lliurats per l'Academia de las Artes y Ciencias Cinematográficas de la Argentina a les millors produccions cinematogràfiques argentines estrenades entre l'1 de gener del 2022 i el 31 de desembre del mateix any. La cerimònia va ser duta a terme el 28 d'agost de 2023 al teatro Politeama, tenint com a presentador a l'humorista Martín Bossi i va ser emesa per la TV Pública.
Les nominacions van ser anunciades el 3 d'agost de 2023. Les produccions més nominades van ser Argentina, 1985 amb 15 candidatures, El suplente amb 11 i Un crimen argentino amb 10.

## Programa
| Data                 | Esdeveniment                                        |
| -------------------- | --------------------------------------------------- |
| 1 de gener de 2023   | Inici del període de votació de les nominacions     |
| 31 de juliol de 2023 | Tancament del període de votació de les nominacions |
| 6 d'agost de 2023    | Anunci dels nominats                                |
| 28 d'agost de 2023   | 17a cerimònia de lliurament dels Premis Sur         |

## Premis i nominacions múltiples
| Pel·lícula                                      | Nominacions | Premis |
| ----------------------------------------------- | ----------- | ------ |
| Argentina, 1985                                 | 15          | 10     |
| El suplente                                     | 11          | 3      |
| Un crimen argentino                             | 10          | 1      |
| 30 noches con mi ex                             | 4           | 1      |
| Cadáver exquisito                               | 4           | 0      |
| El gerente                                      | 4           | 0      |
| Sublime                                         | 4           | 2      |
| Cuando la miro                                  | 3           | 0      |
| Ecos de un crimen                               | 3           | 0      |
| El fotógrafo y el cartero: El crimen de Cabezas | 3           | 1      |
| Granizo                                         | 2           | 0      |
| Hoy se arregla el mundo                         | 2           | 0      |

## Nominats i guanyadors
Indica el guanyador dins de cada categoria, mostrat al principi i ressaltat en negreta.
| Millor Pel·lícula | Millor Direcció |
| --- | --- |
| - Argentina, 1985 - El suplente - Sublime - Un crimen argentino | - Santiago Mitre – Argentina, 1985 - Ariel Winograd – El gerente - Diego Lerman – El suplente - Lucas Combina – Un crimen argentino |
| Millor Ópera Prima | Millor pel·lícula documental |
| - Sublime - 30 noches con mi ex - Cadáver exquisito - Un crimen argentino | - El fotógrafo y el cartero: El crimen de Cabezas - Herbaria - La tara - Un hombre de cine |
| Millor Actriu | Millor Actor |
| - Pilar Gamboa – 30 noches con mi ex - Marilú Marini – Cuando la miro - Sofía Gala Castiglione – Cadáver exquisito - Sofía Gala Castiglione – Natalia Natalia                                                     | - Ricardo Darín – Argentina, 1985 - Juan Minujín – El suplente - Leonardo Sbaraglia – El gerente - Peter Lanzani – Argentina, 1985 |
| Millor Actriu de Repartiment | Millor Actor de Repartiment |
| - Alejandra Flechner – Argentina, 1985 - Laura Paredes – Argentina, 1985 - María Merlino – El suplente - Rita Cortese – El suplente                                                                               | - Norman Briski – Argentina, 1985 - Alfredo Castro – El suplente - Jorge Suárez – 30 noches con mi ex - Rafael Spregelburd – Cadáver exquisito |
| Millor Actriu Revelació | Millor Actor Revelació |
| - Renata Lerman – El suplente - Clara Kovacic – El desarmadero - Mónica Raiola – El gerente - Romina Fernandes – Granizo                                                                                          | - Martín Miller – Sublime - Benjamín Otero – Hoy se arregla el mundo - Lucas Arrúa – El suplente - Santiago Armas Estevarena – Argentina, 1985 |
| Millor Guió Original | Millor Guió Adaptat |
| - Argentina, 1985 – Mariano Llinás i Santiago Mitre - Cadáver exquisito – Sebastián Cortés i Lucía Vassallo - El suplente – Luciana De Mello, Diego Lerman i María Meira - Hoy se arregla el mundo – Mariano Vera | - Un crimen argentino – Jorge Bechara, Matías Bertilotti i Sebastián Pivotto; basat en la novel·la homònima, de Reynaldo Sietecase - El gerente – Patricio Vega; basat en El gerente de Noblex, de María José Acosta - El país de las últimas cosas – Alejandro Chomsky i Paul Auster; basat en la novel·la homònima, de Paul Auster - La ira de Dios – Pablo del Teso i Sebastián Schindel; basat en La muerte lenta de Luciana B, de Guillermo Martínez |
| Millor Fotografia | Millor Muntatge |
| - Argentina, 1985 – Javier Juliá - Ecos de un crimen – Andrés Mazzon - El monte – Nicolás Gorla - Sublime – Iván Gierasinchuk                                                                                     | - El suplente – Alejandro Brodersohn - Ecos de un crimen – Francisco Freixa - Miserere – Jimena García Molt - Un crimen argentino – Pablo Mari |
| Millor Direcció d’Art | Millor Disseny de Vestuari |
| - Argentina, 1985 – Micaela Saiegh - Cuando la miro – Mariela Rípodas - Granizo – Graciela Fraguglia - Un crimen argentino – Catalina Oliva                                                                       | - Argentina, 1985 – Mónica Toschi - 30 noches con mi ex – Liliana Piekar - Cuando la miro – Jimena Bordes i Laura Donari - Un crimen argentino – Connie Balduzzi |
| Millor So | Millor Maquillatge i Caracterització |
| - El paraíso – Gustavo Pomeranec y Adrián Rodríguez - El fotógrafo y el cartero: El crimen de Cabezas – Martín Grignaschi - El sistema Keops – Martín Grignaschi - Un crimen argentino – Javier Stavrópoulos      | - Argentina, 1985 – Ángela Garacija i Dino Balanzino - El hombre inconcluso – Mónica Acuña - Matrimillas – Clara Stornini - Un crimen argentino – Magdalena Puibusqué |
| Millor Música Original | Millor Sèrie |
| - El suplente – José Villalobos - Ecos de un crimen – Pablo Borghi - El fotógrafo y el cartero: El crimen de Cabezas – Leo Sujatovich - Un crimen argentino – Martín Bianchedi                                    | - Iosi, el espía arrepentido - El encargado - El fin del amor - Santa Evita |